# New Girl/Staffel 1
Die erste Staffel der US-amerikanischen Sitcom New Girl feierte ihre Premiere am 20. September 2011 auf dem Sender FOX. Die deutschsprachige Erstausstrahlung sendete der deutsche Free-TV-Sender ProSieben vom 25. Januar bis zum 19. Dezember 2012. In den Vereinigten Staaten wurde die DVD zur ersten Staffel am 2. Oktober 2012 veröffentlicht. In Deutschland ist die DVD zur ersten Staffel seit dem 5. Juli 2013 erhältlich.

## Darsteller
| Figur                  | Darsteller           | Deutscher Sprecher                        |
| ---------------------- | -------------------- | ----------------------------------------- |
| Jessica „Jess“ Day     | Zooey Deschanel      | Anja Stadlober                            |
| Nicholas „Nick“ Miller | Jake Johnson         | Tim Knauer                                |
| Schmidt                | Max Greenfield       | Robin Kahnmeyer                           |
| Cecilia „Cece“ Parekh  | Hannah Simone        | Susanne Geier                             |
| Coach                  | Damon Wayans, Jr.    | Sebastian Schulz                          |
| Winston Bishop         | Lamorne Morris       | Tobias Nath                               |
| Nebendarsteller        |                      |                                           |
| Caroline               | Mary Elizabeth Ellis | Melanie Hinze                             |
| Kim                    | Gillian Vigman       | Anja Rybiczka (nur Pilot) Svantje Wascher |
| Paul Genzlinger        | Justin Long          | Kim Hasper                                |
| Julia Clearly          | Lizzy Caplan         | Britta Steffenhagen                       |
| Tanya Lamontagne       | Rachael Harris       | Cathrin Vaessen                           |
| Shelby                 | Kali Hawk            | Luise Helm                                |
| Russell                | Dermot Mulroney      | Thomas Nero Wolff                         |
| Nadia                  | Rebecca Reid         | Juliana Cukier                            |

## Episoden
| Nr. (ges.) | Nr. (St.) | Deutscher Titel      | Originaltitel       | Erstausstrahlung USA | Deutschsprachige Erstausstrahlung (D) | Regie             | Drehbuch                                                    | Zuschauer (USA) | Zuschauer (Deutschland) |
| --- | --------- | -------------------- | ------------------- | -------------------- | ------------------------------------- | ----------------- | ----------------------------------------------------------- | --------------- | ----------------------- |
| 1 | 1         | Dirty Dancing        | Pilot               | 20. Sep. 2011        | 5. Jan. 2012                          | Jake Kasdan       | Elizabeth Meriwether                                        | 10,28 Mio.      | 1,80 Mio.               |
| Die Grundschullehrerin Jessica „Jess“ Day wurde vor kurzem von ihrem Ex-Freund Spencer betrogen und sucht eine WG. Durch eine Internet-Anzeige wird sie auf die WG von Nicholas Miller, Schmidt und Coach aufmerksam, und schließlich beschließen die drei Singles trotz gewisser Streitigkeiten, sie in deren WG aufzunehmen. Und um Jess wieder aufzumuntern, nehmen die drei, zusammen mit Jess Freundin Cece, sie mit in eine Bar, wo sie auch direkt jemanden kennenlernt. Doch als ihre Verabredung sie versetzt, verlassen Nick, Schmidt und Coach die Party, auf die Schmidt unbedingt wollte, um deren neuer Freundin Jess zu helfen.                           |           |                      |                     |                      |                                       |                   |                                                             |                 |                         |
| 2 | 2         | Kryptonit            | Kryptonite          | 27. Sep. 2011        | 11. Jan. 2012                         | Jake Kasdan       | Elizabeth Meriwether                                        | 9,28 Mio.       | 2,19 Mio.               |
| Nick und Schmidt versuchen Jess dazu zu überreden, ihre restlichen Sachen aus der Wohnung ihres Ex-Freundes zu holen, damit sie mit der Sache abschließen kann. Währenddessen zieht ein weiterer Bewohner in die WG ein. Winston, der früher schon einmal in der WG gewohnt hat, kehrt zurück, und es entbricht ein Streit zwischen ihm und Schmidt, da er wieder sein altes Zimmer haben möchte. |           |                      |                     |                      |                                       |                   |                                                             |                 |                         |
| 3 | 3         | Hochzeitsgäste       | Wedding             | 4. Okt. 2011         | 18. Jan. 2012                         | Jason Winer       | Donick Cary                                                 | 8,65 Mio.       | 1,90 Mio.               |
| Nick fragt Jess, ob sie auf der Hochzeit, auf dem die drei Männer eingeladen sind, seine Freundin spielen möchte, da er Angst hat, seiner Ex-Freundin Caroline zu begegnen. Unterdessen versucht Schmidt Brooke zu umwerben; jedoch ist auch Gretchen da, mit der er eigentlich nach jeder Hochzeit, auf der die beiden eingeladen sind, im Bett landet. |           |                      |                     |                      |                                       |                   |                                                             |                 |                         |
| 4 | 4         | Nackt                | Naked               | 1. Nov. 2011         | 25. Jan. 2012                         | Jake Kasdan       | J. J. Philbin                                               | 7,42 Mio.       | 1,96 Mio.               |
| Als Nick wegen eines Dates mit seiner Arbeitskollegin Amanda nackt vor dem Spiegel tanzt, beobachtet Jess ihn aus Versehen. Dabei kichert sie ungewollt, was dazu führt, dass Nicks Selbstwertgefühl auf den Nullpunkt sinkt. Aufgrund dessen verläuft das Date nicht so gut. Jess versucht deswegen, ihren Fehler bei Nick wiedergutzumachen. Schmidt ist außerdem empört, dass er jetzt als einziger in der WG Nick noch nie nackt gesehen hat. |           |                      |                     |                      |                                       |                   |                                                             |                 |                         |
| 5 | 5         | Eine Nacht mit Cece  | Cece Crashes        | 8. Nov. 2011         | 1. Feb. 2012                          | John Hamburg      | Rachel Axler                                                | 6,84 Mio.       | 1,67 Mio.               |
| Als Cece vorübergehend in die WG einzieht, versichert sie Jess, dass Nick sie nicht nur als Mitbewohnerin sehe, sondern an ihr interessiert sei. Daraufhin bricht bei Jess Panik aus. Währenddessen sind die anderen Jungen von Cece so angetan, dass Schmidt ihr unter anderem sein Bett überlässt. |           |                      |                     |                      |                                       |                   |                                                             |                 |                         |
| 6 | 6         | Truthahn mit Paul    | Thanksgiving        | 15. Nov. 2011        | 8. Feb. 2012                          | Miguel Arteta     | Berkley Johnson                                             | 6,91 Mio.       | 1,63 Mio.               |
| Jess hat sich in den Musiklehrer ihrer Schule, Paul, verliebt. Nachdem sie erfahren hat, dass seine Großmutter, mit der er sonst immer Thanksgiving verbracht hat, gestorben ist, lädt sie ihn zu sich ein. Jedoch sind Jess’ Mitbewohner alles andere als von dieser Idee angetan, da sie vorhaben, ein „Dudegiving“ zu feiern. Dennoch ist Jess davon überzeugt, einen traditionellen Truthahn zu zubereiten; allerdings entstehen einige Schwierigkeiten beim Auftauen des Truthahns. |           |                      |                     |                      |                                       |                   |                                                             |                 |                         |
| 7 | 7         | Glockenspiel         | Bells               | 29. Nov. 2011        | 15. Feb. 2012                         | Peyton Reed       | Luvh Rakhe                                                  | 7,59 Mio.       | 1,74 Mio.               |
| Jess nimmt einige ihrer Schüler, welche eigentlich nachsitzen sollten, mit in ihre Wohnung, um mit ihnen Handglocken zu spielen. Winston ist sehr interessiert an den Instrumenten und stellt sich zu Jess Leidwesen als Naturtalent heraus. Währenddessen geraten Nick und Schmidt in einen Streit, da Schmidt jemanden beauftragt hat, die Toilette zu reparieren und Nick ihm vorwirft, alle Probleme mit Geld lösen zu wollen. |           |                      |                     |                      |                                       |                   |                                                             |                 |                         |
| 8 | 8         | Schlecht im Bett     | Bad in Bed          | 6. Dez. 2011         | 22. Feb. 2012                         | Jesse Peretz      | Josh Malmuth                                                | 6,79 Mio.       | 1,58 Mio.               |
| Jess und Paul wollen miteinander schlafen, doch auf Grund ihrer Nervosität, finden sie nicht die richtige Gelegenheit dafür. Bei einer Recherche an Schmidts Laptop findet Jess einen Porno. Durch den Fund verunsichert, bittet Jess ihre Mitbewohner um Hilfe, besser im Bett zu werden, was jedoch scheitert, da alle Mitbewohner unterschiedliche Vorstellungen von gutem Sex haben. |           |                      |                     |                      |                                       |                   |                                                             |                 |                         |
| 9 | 9         | Es werde Licht       | The 23rd            | 13. Dez. 2011        | 29. Feb. 2012                         | Jason Winer       | Donick Cary                                                 | 6,82 Mio.       | 1,71 Mio.               |
| Zu Weihnachten wollen Nick und Winston nach Hause zu ihren Familien fliegen, was Schmidt verärgert, da er seine Weihnachten als „sexy Santa“ im Büro verbringt. Um Schmidt aufzuheitern, gehen Nick, Winston und Jess jedoch auch zur Schmidts Weihnachtsparty. Auf der Party wird Jess klar, dass sie Paul nicht liebt, und Nick rät ihr, es ihm so schnell wie möglich zu sagen, um Paul langen Kummer zu ersparen. Im Verlauf des Abends begegnet Nick Paul auf einer Terrasse und drückt ihm sein Mitgefühl zur Trennung von Jess aus, was Paul überrascht, da er noch nichts von Jess Absichten gehört hat.                                                         |           |                      |                     |                      |                                       |                   |                                                             |                 |                         |
| 10 | 10        | Party im Bus         | The Story of the 50 | 17. Jan. 2012        | 7. März 2012                          | Troy Miller       | Luvh Rakhe                                                  | 6,97 Mio.       | 1,60 Mio.               |
| Zu Schmidts 29. Geburtstag will Jess eine unvergessliche Party schmeißen und übernimmt daraufhin zusammen mit Tanya, der feierwütigen stellvertretenden Direktorin ihrer Schule die Partyplanung. Währenddessen versucht Nick seine neue Freundin Julia vor seinen Mitbewohnern zu verheimlichen, was jedoch fehlschlägt, da sie von Winston zu Schmidts Geburtstagsparty eingeladen wird. |           |                      |                     |                      |                                       |                   |                                                             |                 |                         |
| 11 | 11        | Jess und Julia       | Jess and Julia      | 31. Jan. 2012        | 14. März 2012                         | Jake Kasdan       | Elizabeth Meriwether & Luvh Rakhe Idee: Luvh Rakhe          | 7,29 Mio.       | 1,49 Mio.               |
| Nick, der durch seine Beziehung zu der erfolgreichen Anwältin Julia überglücklich ist, muss feststellen, dass Julia ihre Beziehung nicht öffentlich machen will, was zu einem großen Streit zwischen den beiden führt. Währenddessen braucht Jess Julias Hilfe bei einem Verkehrsdelikt. Winston kommt wieder mit seiner Ex-Freundin Shelby zusammen. |           |                      |                     |                      |                                       |                   |                                                             |                 |                         |
| 12 | 12        | Der Vermieter        | The Landlord        | 7. Feb. 2012         | 21. März 2012                         | Peyton Reed       | Berkley Johnson & Josh Malmuth Idee: Joe Port & Joe Wiseman | 6,83 Mio.       | 1,48 Mio.               |
| Jess beschließt sich mit dem ungeliebten Vermieter Remy zu treffen, um ihren Mitbewohnern zu zeigen, wie gut sie mit Menschen umgehen kann. Nick, Schmidt und Winston sind jedoch dagegen, da sie dem Vermieter gesagt haben, dass sie die Wohnung nur zu zweit bewohnen. Währenddessen bekommt Schmidt zweideutige Signale von seiner Chefin Kim, die er allerdings nicht einordnen kann. |           |                      |                     |                      |                                       |                   |                                                             |                 |                         |
| 13 | 13        | One-Night-Stand      | Valentine’s Day     | 14. Feb. 2012        | 10. Okt. 2012                         | Tucker Gates      | Lesley Wake Webster                                         | 6,47 Mio.       | 1,49 Mio.               |
| Am Valentinstag bittet Jess Schmidt mit ihr auszugehen, um ihr zu helfen, einen One-Night-Stand zu finden. Cece geht auch mit in die Bar, wo sie gemeinsam mit Schmidt Jess beobachtet und ihr Tipps für den richtigen Mann gibt. Mit der Hilfe von Cece und Schmidt sucht Jess sich Oliver aus und geht mit ihm nach Hause. Schmidt fährt die beiden zu Olivers Haus und bleibt zur Sicherheit gleich neben dem Haus stehen. |           |                      |                     |                      |                                       |                   |                                                             |                 |                         |
| 14 | 14        | Der Trennungskaktus  | Bully               | 21. Feb. 2012        | 17. Okt. 2012                         | Dan Attias        | David Walpert                                               | 6,27 Mio.       | 1,45 Mio.               |
| Jess lässt ihre Schüler für eine „Wissenschaftsmesse“ in der Schule verschiedene Objekte basteln. Als sie anfängt, für einen Schüler der schikaniert wird, ein Lied zu singen, filmt die Schülerin Brianna sie und stellt das Video ins Internet. Währenddessen schickt Julia Nick einen Kaktus, als sie auf einer Geschäftsreise ist. Nick nimmt diese Geste als Andeutung auf ihre Beziehung wahr und glaubt, dass Julia mit ihm Schluss machen wolle. Währenddessen beginnt Schmidt eine heimliche Affäre mit Cece. |           |                      |                     |                      |                                       |                   |                                                             |                 |                         |
| 15 | 15        | Nick beim Frauenarzt | Injured             | 6. März 2012         | 24. Okt. 2012                         | Lynn Shelton      | J. J. Philbin Idee: Joe Port, Joe Wiseman & J. J. Philbin   | 6,00 Mio.       | 1,39 Mio.               |
| Beim Football rempelt Jess Nick versehentlich an, wodurch er hinfällt und sich vor Schmerzen kaum noch bewegen kann. Da Nick nicht krankenversichert ist, bringt Jess ihn zu Sadie, einer befreundeten Gynäkologin. Bei der Untersuchung stellt sie fest, dass Nick einen Knoten am Hals hat und rät ihm zu einer Ultraschall-Untersuchung. Während Nick sich nicht weiter große Gedanken darüber macht, sind Jess, Winston, Schmidt und Cece sehr besorgt. |           |                      |                     |                      |                                       |                   |                                                             |                 |                         |
| 16 | 16        | Störung im Ökosystem | Control             | 13. März 2012        | 31. Okt. 2012                         | Jesse Peretz      | Brett Baer & Dave Finkel                                    | 5,74 Mio.       | 1,16 Mio.               |
| Jess bringt Gegenstände vom Sperrmüll mit in die WG, was Schmidt gar nicht gefällt, da es seiner Vorstellung von Ordnung und Hygiene nicht entspricht. Durch Schmidts ablehnende Haltung angetrieben, beschließt Jess, dass Schmidt lockerer werden müsse und nimmt ihn mit zum Strand, wo er unter den vielen coolen Leuten lernen soll, entspannter zu werden. Winston und Nick bemerken Schmidts Abwesenheit schnell, da die Ordnung in der WG drastisch nachlässt und versuchen alles, um Schmidt wieder in sein altes Leben zu bringen. |           |                      |                     |                      |                                       |                   |                                                             |                 |                         |
| 17 | 17        | Mr. Perfect (1)      | Fancyman (1)        | 20. März 2012        | 7. Nov. 2012                          | Peyton Reed       | J. J. Philbin & Nick Adams                                  | 5,18 Mio.       | 1,39 Mio.               |
| Jess ärgert sich über Russell Schiller, den Vater einer von Jess Schülerinnen, da er seine Tochter raus aus Jess kreativem Kunstunterricht und rein in einen Privatunterricht, als Vorbereitung auf die High-School schicken will. Da Russell der größte Geldgeber der Schule ist, soll Jess sich auf den Wunsch von Tanya bei ihm entschuldigen. Als Jess sich auf den Weg zu Russell macht, um ihm ihre Meinung zu sagen, hat Jess Auto eine Panne. Als sie endlich in Russells Büro ankommt, stellt sie fest, dass Russel eigentlich ganz nett ist, und sie verabreden sich.                                                                                          |           |                      |                     |                      |                                       |                   |                                                             |                 |                         |
| 18 | 18        | Mr. Perfect (2)      | Fancyman (2)        | 27. März 2012        | 14. Nov. 2012                         | Matt Shakman      | Berkley Johnson & Kim Rosenstock                            | 4,96 Mio.       | 1,30 Mio.               |
| Jess’ bisherigen Dates mit Russell verliefen aufgrund Russells Nervosität nicht besonders gut, da Russell seit 20 Jahren keine Verabredung mehr mit einer Frau hatte. Währenddessen lädt Nicks Hausgast Dirk viele hübsche Studentinnen zu einer Party in die WG ein und versucht Nick zu überreden, wieder der Frauenheld zu sein wie zu den Unizeiten. Schmidt und Cece versuchen unter großen Anstrengungen ihre Affäre für sich zu behalten, was ihnen auch fast gelingt; lediglich Winston erfährt von ihrer Beziehung. |           |                      |                     |                      |                                       |                   |                                                             |                 |                         |
| 19 | 19        | Geheimnisse          | Secrets             | 3. Apr. 2012         | 21. Nov. 2012                         | David Wain        | Josh Malmuth                                                | 4,59 Mio.       | 1,56 Mio.               |
| Winston wird die Last zu groß, als einziger über Schmidts Affäre mit Cece Bescheid zu wissen. Er vertraut sich Nick an, der wiederum vor Jess einknickt und ihr alles erzählt. Jess ist daraufhin wütend auf Cece, weil diese ihr über zwei Monate das Verhältnis zu Schmidt verschwiegen hat. Währenddessen versucht Nick unter großen Anstrengungen und mit Unterstützung von Schmidt, seine vielen parallel laufenden Frauengeschichten unter einen Hut zu bringen. |           |                      |                     |                      |                                       |                   |                                                             |                 |                         |
| 20 | 20        | Alles ganz normal    | Normal              | 10. Apr. 2012        | 28. Nov. 2012                         | Jesse Peretz      | Luvh Rakhe                                                  | 5,23 Mio.       | 1,47 Mio.               |
| Nachdem Jess eine Woche mit Russel verbracht hat, möchte sie, dass er nun auch eine Nacht bei ihr im Loft verbringt. Nach einem gemeinsamen Trinkspiel mit Schmidt, Nick und Winston scheint sich Russel jedoch viel mehr für Jess’ Mitbewohner zu interessieren als für sie, weshalb die beiden zu streiten beginnen. Währenddessen erhält der bis dahin als Kinderbetreuer tätige Winston einen Job bei der Sportradiosendung von Joe Napoli, der ihn daraufhin jedoch durchgehend schikaniert und erniedrigt, weshalb Winston zu extremen Mitteln greift. |           |                      |                     |                      |                                       |                   |                                                             |                 |                         |
| 21 | 21        | Stress mit Kindern   | Kids                | 17. Apr. 2012        | 5. Dez. 2012                          | Tristram Shapeero | Donick Cary & Lesley Wake Webster                           | 5,22 Mio.       | 1,56 Mio.               |
| Jess soll für ein paar Stunden auf Russells Tochter Sara aufpassen, und bittet die Jungs sich anständig zu benehmen, was jedoch nicht klappt. Obwohl Nick sich nicht freundlich gegenüber Sara verhält, verliebt sie sich in ihn, was Nick allerdings missfällt. Währenddessen befürchtet Cece, von Schmidt schwanger zu sein. Schmidt hingegen freut sich über Ceces vermeintliche Schwangerschaft und verspricht ihr, immer für sie da zu sein. Winston soll seinen Chef Joe derweil zu einer Talkshow fahren, was sich jedoch als schwieriger als gedacht herausstellt, da Joe eigentlich gar nicht in die Talkshow will.                                             |           |                      |                     |                      |                                       |                   |                                                             |                 |                         |
| 22 | 22        | Frust-Tomaten        | Tomatoes            | 24. Apr. 2012        | 12. Dez. 2012                         | Michael Spiller   | David Walpert & Kim Rosenstock                              | 5,20 Mio.       | 1,44 Mio.               |
| Cece möchte aufgrund ihrer Beinahe-Schwangerschaft Abstand von Schmidt gewinnen, woraufhin Schmidt sich mit ihrer Mitbewohnerin Nadia einlässt. Als er aufgrund seines Unfalls beim Sex mit Nadia ins Krankenhaus kommt, gesteht Cece ihm ihre Liebe, und die beiden kommen wieder zusammen. Derweil lädt Jess, Russells Ex-Frau Ouli zum Abendessen mit Russell und ihr ein, was sich im Nachhinein als keine gute Idee herausstellt. Nick beschließt indessen, von den Frauen Abstand zu nehmen und sich stattdessen auf die Aufzucht von Tomaten zu konzentrieren, was jedoch an seinen mangelnden Kenntnissen und an seinem mangelnden Durchhaltevermögen scheitert. |           |                      |                     |                      |                                       |                   |                                                             |                 |                         |
| 23 | 23        | Rückfälle            | Backslide           | 1. Mai 2012          | 19. Dez. 2012                         | Nanette Burstein  | David Quandt                                                | 4,40 Mio.       | 1,21 Mio.               |
| Jess leidet stark unter ihrer Trennung von Russell, und ruft in ihrer Verzweiflung Paul an, mit dem sie daraufhin im Bett landet. Nachdem sie mit Paul geschlafen hat, erfährt sie, dass er verlobt ist und bereut ihren Anruf bei ihm. Nick kommt trotz der dreifachen Trennung von Caroline wieder mit ihr zusammen, obwohl er nach seiner letzten Trennung von ihr sogar ein Video aufgenommen hat, in dem er sich selbst davor warnt, erneut etwas mit Caroline anzufangen. Schmidt und Winston versuchen verzweifelt, ihm das Video zu zeigen und ihn davon zu überzeugen, sich nicht wieder mit Caroline einzulassen, was jedoch scheitert.                        |           |                      |                     |                      |                                       |                   |                                                             |                 |                         |
| 24 | 24        | In der Wüste         | See Ya              | 8. Mai 2012          | 19. Dez. 2012                         | Michael Spiller   | Brett Baer & Dave Finkel Idee: Elizabeth Meriwether         | 5,61 Mio.       | 1,13 Mio.               |
| Nick teilt seinen WG Mitbewohnern mit, dass er wieder mit Caroline zusammenziehen werde, worüber weder Jess noch die beiden Jungs glücklich sind. Als Nick alle seine Sachen in den Umzugswagen geladen hat, verabschiedet er sich von Jess und fährt mit Schmidt und Winston los zu seiner neuen Wohnung. Als die Jungs an der Wohnung ankommen, hält Nick nicht an, sondern fährt weiter in die Wüste und schmeißt den Schlüssel weg, da er doch nicht mit Caroline zusammenziehen will. Schmidt ruft Jess an, damit sie die drei abholen kommt, und sie wieder alle zusammen zurück in die alte Wohnung fahren können.                                                |           |                      |                     |                      |                                       |                   |                                                             |                 |                         |